# Kashinia magnus
Kashinia magnus — вид викопних птахів ряду Фламінгоподібні (Phoenicopteriformes), що існував в еоцені на території Європи близько 45 млн років тому. Знайдені скам'янілості спочатку були віднесені до роду Фламінго (Phoenicopterus), проте пізніше дослідники дійшли висновку, що це ранній примітивніший рід фламінгоподібних або навіть належить до групи птахів від якої пішли фламінго та пірникози.